# 하이 롤러
하이 롤러(영어: high roller) 또는 웨일(영어: whale)은 고액만을 베팅하는 즉,커다란 금액을 자주 베팅하는 도박사를 말한다. 주로 이 하이 롤러들이 마카오, 필리핀, 사이판 등의 카지노 산업을 이끈다고 알려져 있다.

## 같이 보기
- 카지노 정킷(casino junket)